# فرد فن در بلای
فرد فن در بلای (به هلندی: Fred van der Blij) (زاده ۱۳ می ۱۹۲۳ در لایدن) ریاضیدان هلندی است. مدرک دکترا را از دانشگاه لایدن تحت سرپرستی کلوسترمان به دست آورد و از سال ۱۹۸۸ تا زمان بازنشستگی استاد دانشگاه اوترخت بود. زمینه کاری فن در بلای نظریه اعداد می‌باشد. او همچنین به تایخ ریاضیات نیز پرداخته است. وی سرپرستی رساله دکتری یان هوخندایک درباره «تکمیل مقاطع مخروطی بوسیله ابن هیثم» را به همراه جرالد تومر بعهده داشت.